# The Beach Boys Today!
The Beach Boys Today! ist das neunte Studioalbum der Beach Boys. Es erschien am 1. März 1965 und wurde von Capitol Records veröffentlicht.

## Entstehung
1964 war ein sehr erfolgreiches Jahr für die Beach Boys, zeitweise waren fünf Alben der Band gleichzeitig in den Charts. Fernsehauftritte, ausverkaufte Konzerte und eine Europatournee zeigten die große Popularität der Gruppe. Gegen Ende des Jahres brach Brian Wilson in einem Flugzeug zusammen. Den Rest der Tour mussten die anderen Beach Boys alleine ausführen.
In dieser Zeit stellte sich bei Brian Wilson ein hoher Erfolgsdruck ein. Er weigerte sich, weitere Tourneen mit der Gruppe zu absolvieren, sondern sah seine Aufgabe vor allem im Schreiben und Produzieren neuer Lieder. Glen Campbell ersetzte ihn bei den späteren Auftritten der Band.
Zu Beginn des Jahres begann er an den Liedern von Beach Boys Today! zu arbeiten. Während die Beach Boys auf Tournee waren, arbeitete er mit den Sessionmusikern an den neuen Liedern. Die gesamte Produktion wurden von ihm geleitet, wie immer unterstützte ihn dabei Chuck Britz, sein Toningenieur. Acht Lieder des Albums sind Kompositionen von Brian Wilson, die restlichen drei Songs sind Coverversionen, außerdem enthält das Album einen Interviewauszug mit Earl Leaf als abschließenden Track.
Das Album beinhaltet auf Seite A die typischen Beach-Boys-Rock-Songs und auf der zweiten Seite überwiegend melancholische Balladen. Des Weiteren ist dies das erste Album, auf dem Brian Wilson selbstkritische Themen verfasst und auf lyrischem Weg versucht, seine psychischen Probleme zu verarbeiten. Seine Entwicklung als Songwriter ist auf diesem Album zu erkennen. Viele Kritiker bezeichneten das Album als ersten Schritt auf dem Weg zu Pet Sounds.

## Erfolg
Das Album wurde ein großer Erfolg und erreichte Platz 4 der US-Billboard-Charts und Platz 6 der britischen Albencharts. Es war auch das erste Album der Beach Boys, das in die deutschen Charts kam (auf Platz 14).
In den USA erreichte es Gold-Status. Es gilt als das erste Beach-Boys-Album, das sowohl den Ansprüchen der Kritiker als auch denen der Fans genügte und das die Beach Boys als ernstzunehmende und anspruchsvolle Band zeigt.

## Titelliste
1. Do You Wanna Dance? (Bobby Freeman) – 2:19
2. Good to My Baby (Brian Wilson/Mike Love) – 2:16
3. Don’t Hurt My Little Sister (Brian Wilson/Mike Love) – 2:07
4. When I Grow Up (To Be a Man) (Brian Wilson/Mike Love) – 2:01
5. Help Me, Ronda (Brian Wilson/Mike Love) – 3:08
6. Dance, Dance, Dance (Brian Wilson/Carl Wilson/Mike Love) – 3:08
7. Please Let Me Wonder (Brian Wilson/Mike Love) – 2:45
8. I’m So Young (William H. Tyrus Jr.) – 2:30
9. Kiss Me, Baby (Brian Wilson/Mike Love) – 2:35
10. She Knows Me Too Well (Brian Wilson/Mike Love) – 2:27
11. In the Back of My Mind (Brian Wilson/Mike Love) – 2:07
12. Bull Sessions with "Big Daddy" (Brian Wilson/Carl Wilson/Mike Love/Al Jardine)

## Zusätzliche Informationen zu den Liedern
Do You Wanna Dance? war 1958 ein Hit von Bobby Freeman. Die Beach Boys veröffentlichten eine Single ihrer Version, die bis auf Platz 12 der Billboard-Charts kam. Die B-Seite Please Let Me Wonder erreichte Platz 52.
Don’t Hurt My Little Sister wurde ursprünglich für The Ronettes geschrieben, Phil Spector änderte das Lied in Things Are Changing (For the Better) um. Brian Wilson sollte bei der Aufnahme Klavier spielen, wurde jedoch von Spector versetzt. Es handelte sich hierbei um die einzige Zusammenarbeit zwischen Wilson und Spector. The Blossoms spielten das Lied später für eine Werbesendung ein.
When I Grow Up wurde als Single veröffentlicht und erreichte Platz 9 der Charts. In Großbritannien erreichte es Platz 29. Das Lied handelt vom Prozess des Älterwerdens und den damit verbundenen Ängsten und Sorgen. Zum ersten Mal sprach Brian Wilson hier seine psychischen Probleme an. Mit In the Back of My Mind ist ein weiterer selbstkritischer Song auf dem Album zu finden. 
Help Me, Ronda war das zweite Mal, dass Al Jardine den Leadgesang übernahm (zum ersten Mal auf Christmas Day vom Vorgängeralbum). Das Lied wurde in einer neu aufgenommenen, kürzeren Version und mit veränderter Schreibweise (Rhonda) als Single veröffentlicht und ist auch auf dem Nachfolger Summer Days (And Summer Nights!!) zu finden. Diese neue Version wurde ein großer Hit für die Band.
Dance, Dance, Dance erreichte Platz 8 der US-amerikanischen Single-Charts.
I’m So Young wurde von William H. Tyrus geschrieben und von der Doo-Wop-Gruppe The Students veröffentlicht.
Bull Sessions With "Big Daddy" ist ein Auszug aus einem Interview mit Earl Leaf, dessen Spitzname „Big Daddy“ ist. Er arbeitete für das kalifornische „Teen Set“-Magazin. Das Interview, aus dem der Auszug stammt, handelt von der Europatournee im Herbst 1964.